# 随岳高速公路
随岳高速公路指湖北省随州市至湖南省岳阳市间的高速公路干线，为湖北省规划的“六横五纵一环”高速公路主干网的“第一纵”，也是岳临高速公路（第三纵）北连线，分为湖北段和湖南段。湖北省境内全长约343公里，湖南省境内全长24公里，包括跨越湘鄂二省的荆岳长江公路大桥总长度约361公里。

## 路段
- 北段：北段全长长76公里，双向四车道，全封闭、全立交、沥青路面，设计时速100公里。于2005年8月17日开工，2009年6月28日建成通车，总投资约22.9亿元，由民营企业湖北恒达致远集团全额投资[2]。
- 中段：北起于孝襄高速公路与随岳高速公路交叉的随州枢纽互通，南止于汉宜高速公路与随岳高速公路交叉的仙桃市珠玑枢纽互通，全长152.9公里，其中随州市境33.7公里，京山县境71.2公里，天门市境38公里，仙桃市境10公里。设计时速为100公里/小时，路基宽26米，总投资53.5亿元，于2007年12月26日建成通车。
- 南段：于2004年12月开工，预计于2009年年底竣工通车[3]。
- 湖南段：湖南境内路段24公里，为双向四车道，路基宽度26米，设计时速100公里。